# Heladora

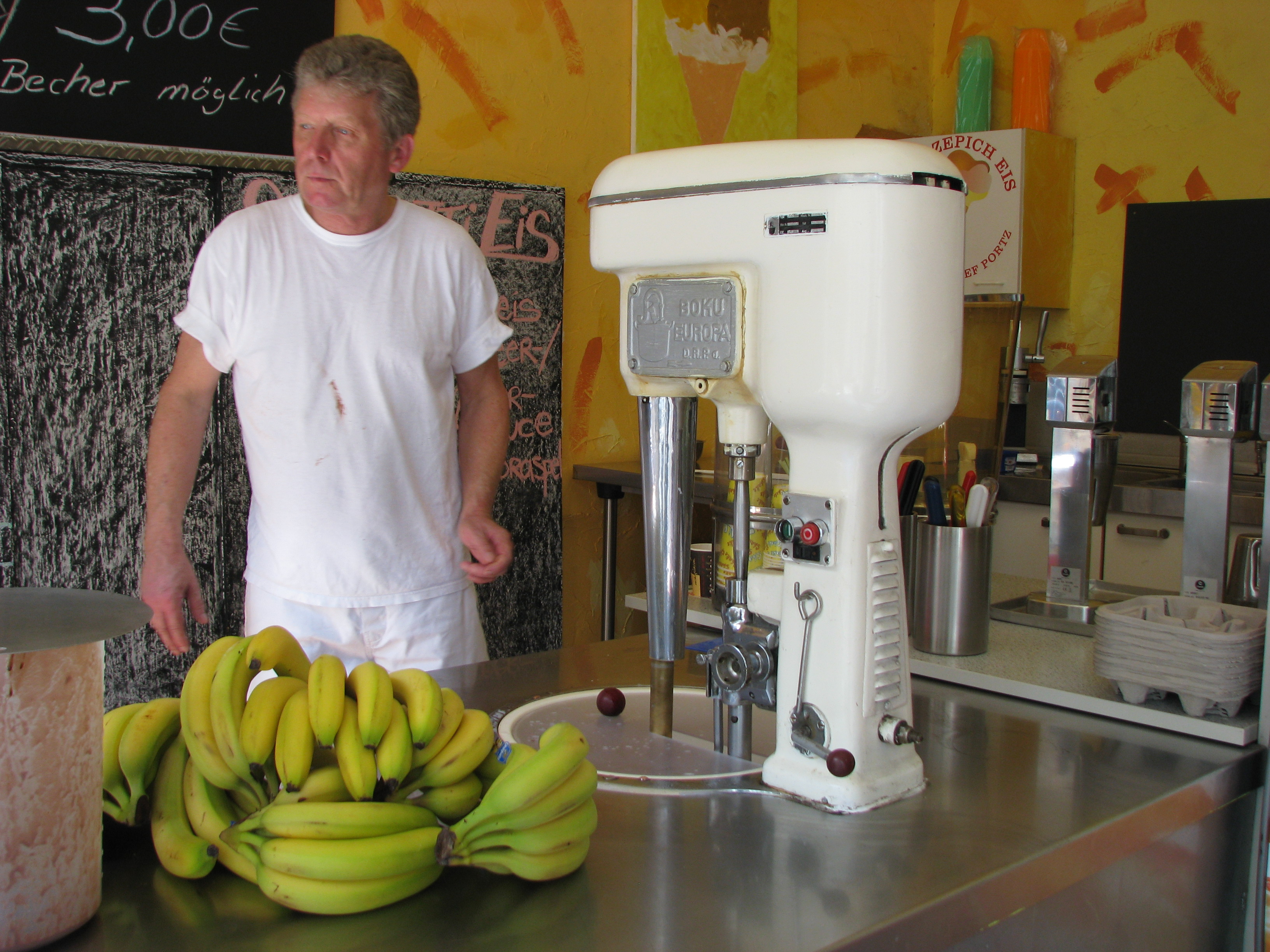
Heladora Boku Europa

La heladora es un aparato para hacer helados. Su funcionamiento consiste en enfriar la mezcla que forma el helado, moviendo constantemente para que no se formen cristales de hielo. 

## Heladoras domésticas

### Heladoras antiguas

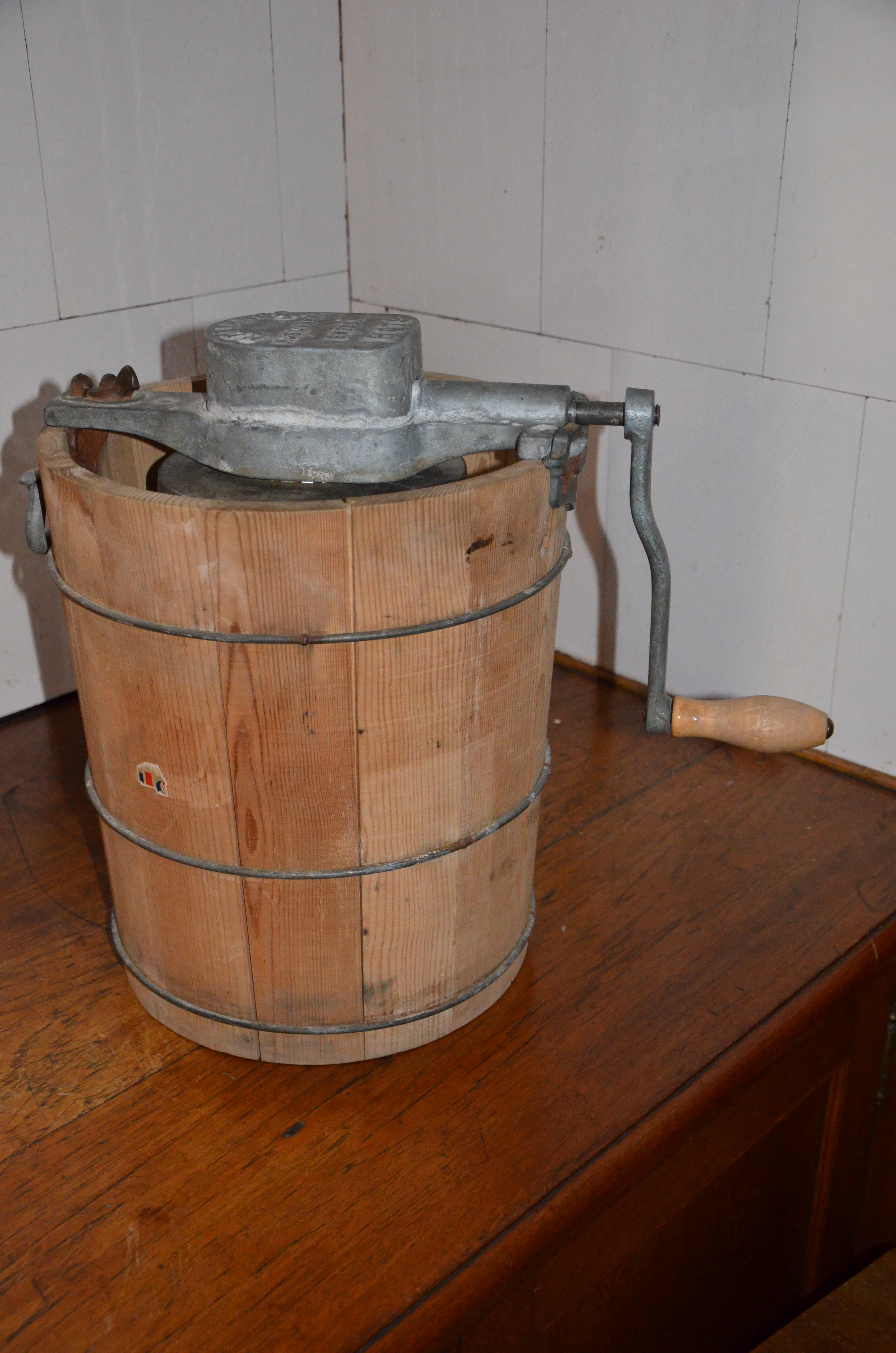
Heladora manual antigua

Las heladoras antiguas consistían en un cubo de madera, en el que (en posición vertical) se colocaba un cilindro metálico hueco con tapa, de diámetro menor que el cubo, que quedaba fijo en el centro. Dentro del cilindro había un eje con unas paletas laterales. En la parte superior, el cubo tenía un mecanismo que fijaba el cilindro hueco (contenedor del producto a helar) en posición vertical, y que mediante unos engranajes cónicos (parecidos al piñón de ataque y la corona del grupo hipoide del diferencial de un coche) permitía girar tanto el recipiente metálico como las paletas interiores dentro del cilindro a distinta velocidad, mediante una manivela lateral (la importancia de estas paletas es que los diversos componentes del helado no se separen durante el proceso y no se produzcan cristales de hielo).
Dentro del cilindro se ponía la mezcla que iba a helarse, se ponían las paletas, se cerraba el cilindro y se rodeaba de hielo picado con sal (la sal baja el punto de fusión del hielo). Después se hacía dar vueltas a la manivela y al cabo de un rato (un rato bastante largo), el helado estaba hecho.

### Heladoras modernas

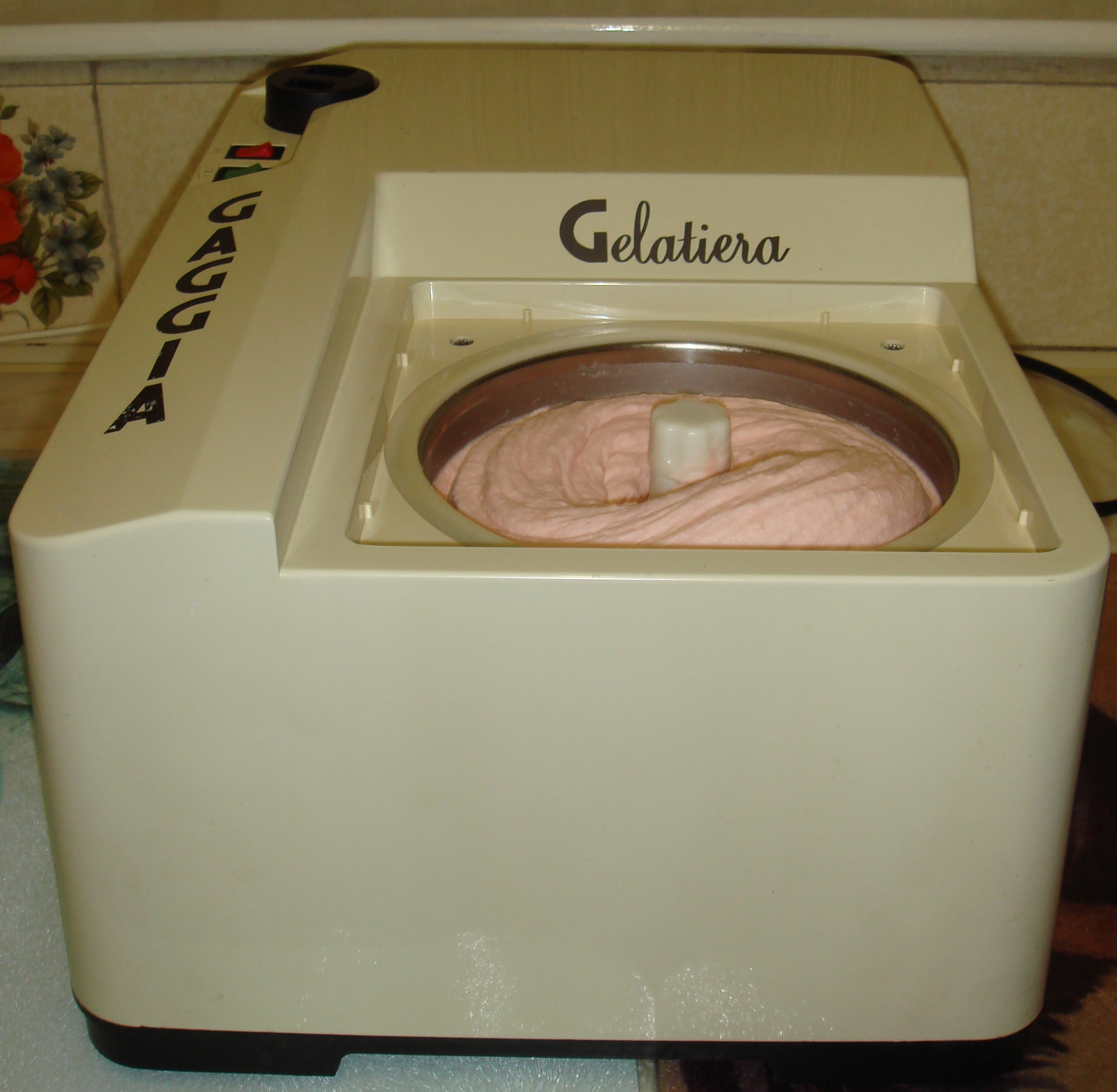
Heladora con el congelador incorporado.

Las heladoras modernas tienen un motor eléctrico que mueve las paletas. El frío se consigue poniéndolo en el refrigerador, en el compartimento del hielo, pero no funciona demasiado bien en el congelador cuando tiene más de una estrella. Cuando la mezcla adquiere suficiente consistencia, las paletas se levantan y siguen girando sin resistencia hasta que se saca.

## Heladoras industriales
Las antiguas heladoras de las heladerías consistían en un recipiente metálico grande, de forma parecida a la de un barril (más ancho por el centro) que giraba verticalmente mediante un motor, y estaba enfriado por un sistema frigorífico de compresión. La mezcla se ponía en el interior y un operario, con un cucharón de madera y mango largo iba removiendo la masa hasta que tomaba la consistencia deseada. El movimiento se hacía llevando la cuchara por la pared y subiendo y bajando, puesto que la cubeta ya tenía movimiento giratorio.
Las heladoras actuales hacen todo el proceso automáticamente.